# Samoana meyeri
Samoana meyeri é uma espécie de gastrópode da família Partulidae.
É endémica da Polinésia Francesa.